# 津輕地方
| 津輕地方 |                                                  |
| 面積     | 4828.08 km2 （全縣比：50.06%） （2010年10月1日） |
| 國勢調査 | 774,617 人 （全縣比：56.4%） （2010年10月1日）   |
| 推計人口 | 689,639 人 （全縣比：56%） （2020年8月1日）      |

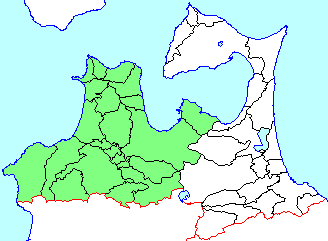
■緑 ： 津輕地方
■白 ： 南部地方 (青森縣)

津輕地方（日语：／ Tsugaru chihō */?）是指現在日本青森縣西部的地區，相當於江戶時代由津輕氏統治的區域（相當於弘前藩、黑石藩）與津輕郡。
津輕地方包括現在的東津輕郡、中津輕郡、南津輕郡、西津輕郡、北津輕郡、青森市、弘前市、黑石市、平川市、津輕市、五所川原市，主要城市有青森市和弘前市。

## 定義
廣義的津輕地方是弘前市為中心的南部「中弘南黑地區」、五所川原市為中心的西北部「西北五地區」、青森市為中心的東北部「東青地區」三大地區所組成。狹義上的津輕是津輕平野南部的中弘南黑地區，或再加上西北五地區。此時東青地區稱做「青森地方」。有時也指岩木川所在的津輕平野地域圈。西北五地區至津輕半島的區域又稱奧津輕。
夏泊半島（平內町地域）在鎌倉時代以前是糠部郡的一部分，陸奧灣岸（青森市與東津輕郡區域）稱做外濱，在津輕郡設立以前都不屬於津輕。
西南端域（舊岩崎村地域）在中世以前屬於出羽國檜山郡，直到1603年（慶長8年）津輕氏與佐竹氏交涉後才劃入津輕領。
| 地域名稱 | 地域名稱          | 地域名稱          | 地域名稱 | 郡 | 郡       | 市 | 市            | 青森縣地域區分圖 |
| -------- | ----------------- | ----------------- | -------- | -- | -------- | -- | ------------- | ---------------- |
| 津輕地方 | 青森地方          | 東青              | 東青     |    | 東津輕郡 |    | 青森市        |                  |
| 津輕地方 | 津輕地方 （狹義） | 中弘南黑 （中南） | 中弘     |    | 中津輕郡 |    | 弘前市        |                  |
| 津輕地方 | 津輕地方 （狹義） | 中弘南黑 （中南） | 南黑     |    | 南津輕郡 |    | 黑石市 平川市 |                  |
| 津輕地方 | 津輕地方 （狹義） | 西北五 （西北）   |          |    | 西津輕郡 |    | 津輕市        |                  |
| 津輕地方 | 津輕地方 （狹義） | 西北五 （西北）   | 北五     |    | 北津輕郡 |    | 五所川原市    |                  |

### 青森縣廳
青森縣廳將縣內分為六大區，各地區設有綜合派出機關地域縣民局。以下三地區相當於廣義的津輕地方。
| 名稱           | 所管區域                                   | 面積 (km2) | 人口 （人） |
| -------------- | ------------------------------------------ | ---------- | ----------- |
| 東青地域縣民局 | 青森市、東津輕郡                           | 1477.37    | 293,717     |
| 中南地域縣民局 | 弘前市、黑石市、平川市、中津輕郡、南津輕郡 | 1555.92    | 263,218     |
| 西北地域縣民局 | 五所川原市、津輕市、西津輕郡、北津輕郡     | 1794.79    | 132,704     |

- 地域縣民局所在都市以粗體表是。
- 面積為2010年（平成22年）10月1日資料[1]
- 人口為2020年8月1日的推計人口[2]。

### 氣象廳
氣象廳的地域區分將廣義的津輕地方定義為一次細分區域的「津輕」。二次細分區域將西北五地區分為「北五津輕」與「西津輕」。東青地區相當於「東青津輕」，中弘南黑地區相當於「中南津輕」。
| 一次細分區域 | 二次細分區域 | 自治體                                                                            |
| ------------ | ------------ | --------------------------------------------------------------------------------- |
| 津輕         | 東青津輕     | 青森市、東津輕郡（平內町、今別町、蓬田村、外濱町）                                |
| 津輕         | 北五津輕     | 五所川原市、北津輕郡（板柳町、鶴田町、中泊町）                                    |
| 津輕         | 西津輕       | 津輕市、西津輕郡（鰺澤町、深浦町）                                                |
| 津輕         | 中南津輕     | 弘前市、黑石市、平川市 中津輕郡（西目屋村）、南津輕郡（藤崎町、大鰐町、田舍館村） |

## 重心變遷
中世，岩木川河口的十三湊帶動了「西北五地區」的貿易活動（國際、國內），之後因南部氏入侵而沒落。
江戶時代，弘前城城下町弘前讓「中弘南黑地區」成為本地重心。日本海側的鰺澤、深浦作為北前船的停靠港而發展。其中，鰺澤更是津輕米的裝運港。
明治時代實施廢藩置縣後，弘前縣（弘前藩）、黑石縣（黑石藩）、斗南縣（斗南藩）、七戶縣（七戶藩）、八戶縣（八戶藩）與北海道渡島半島的館縣（館藩）合併成立弘前縣。之後初代縣大參事野田豁通將縣廳從弘前遷往現在的青森市，縣名變更為青森縣。青森市之後成為本州鐵道的北方終點站，加上往北海道的青函連絡船開航，重要性不斷上升。
弘前市之後成為擁有陸軍第八師團與舊制弘前高校的軍事、學園都市，1889年（明治22年）人口統計達30,487人，位居全國第29位，在東北地方僅次於仙台市、盛岡市名列第三。 戰後，日本軍解體導致第八師團解散，但弘前大學的創立讓弘前市池徐維持學園都市的性格。
白神山地登錄世界遺產後，弘前睡魔、平川睡魔、黑石睡魔、五所川原立佞武多等睡魔文化與壯麗的自然景色讓津輕地方成為著名的觀光地。

## 氣候
津輕地方屬於日本海側氣候，冬季多雪為最大特色。
夏季雖然最高氣溫可達30度左右，但基本上時間不長。宛如盆地的南部「中弘南黑地區」會受焚風影響而出現高溫，「西北五地區」、「東青地區」受到偏東風影響，較為涼爽，有時會影響農作物生長。不過，氣溫還是高於偏東風直接吹拂的南部地方（青森縣東半部）。

## 歷史
津輕最早出現於655年《日本書紀》的齊明天皇元年，寫作「津苅」「東日流」「津刈」「都加留」，是距離畿內最遠的蝦夷居住地。中世屬「平賀郡（津輕平賀郡）」「鼻和郡（津輕鼻和郡）」「田舍郡（津輕田舍郡）」三郡（山邊郡（津輕山邊郡）存在時為四郡），合稱「津輕三郡」（或「津輕四郡」）。
鎌倉時代，此地由北條得宗下的安東氏等統治，進入14世紀後為南部氏支配。戰國時代再由津輕氏統治。近世，「平賀郡」「鼻和郡」「田舍郡」三郡合併為「津輕郡」。明治維新後成為青森縣的一部分。1878年（明治11年）再分為東津輕郡、西津輕郡、南津輕郡、北津輕郡、中津輕郡。